# Alfred Clunies-Ross
Alfred Clunies-Ross (îles Cocos, c. 1851 - îles Cocos, 1903) est un joueur international écossais de rugby.
Il fait partie de l'équipe d'Écosse de rugby qui affronte l'Angleterre dans ce qui constitue le tout premier match international de rugby de l'histoire, en 1871. Cocos Malays (en), il devient à cette occasion le premier joueur international de rugby non Blanc.

## Biographie

### Jeunesse et famille
Alfred Clunies-Ross naît vers 1851 à Home Island, dans les îles Cocos. Métis indo, il est le fils de l'Écossais John George Clunies-Ross et de S'pia Dupong de Surakarta. Son père est le second souverain-propriétaire des îles Cocos, appelé par la presse le « Roi » de ces îles.
La famille Clunies-Ross est originaire des îles Shetland et tant Alfred que ses frères sont envoyés en Écosse pour leur éducation : Alfred fréquente le Madras College, à St Andrews. Il y excelle dans le sport. Dans le compte-rendu de la St Andrews Gazette d'un match de cricket joué entre l'Université de St Andrews et le Madras College en mars 1864 (duquel Madras ressort victorieux avec 21 runs), on peut lire ce qui suit à propos d'Alfred : « La frappe et le jeu de terrain très intelligents d'Affie Ross, un petit garçon vif et intelligent, qui, selon toute apparence, n'a pas encore atteint l'adolescence ». Une autre référence est faite à sa participation à un match de football le 9 janvier 1869 au Baxter Park (en), à Dundee, contre l'Université d'Aberdeen. Son frère Alex fait également partie de l'équipe, et Alfred est alors appelé Alf Ross. Il poursuit ses études de médecine à Édimbourg.

### Carrière en rugby

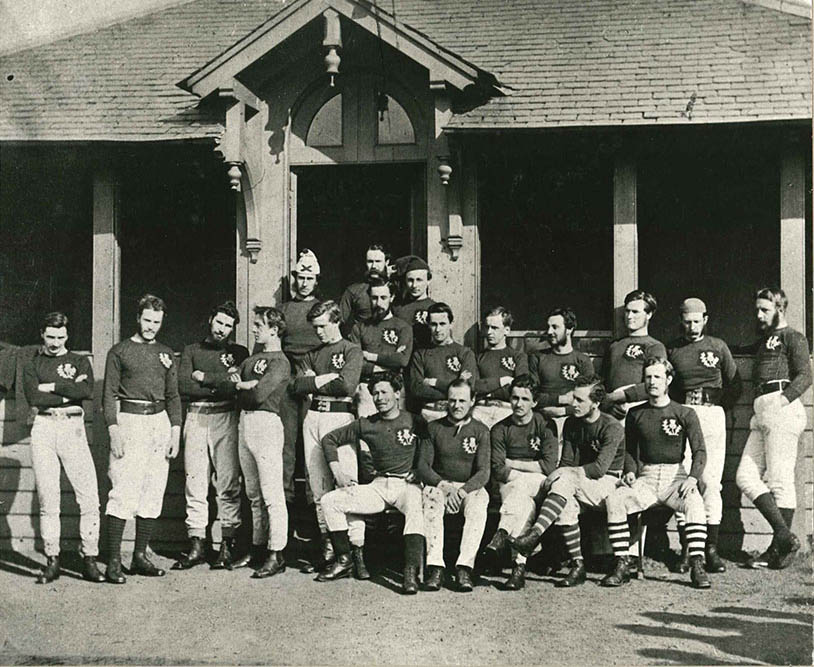
La première équipe nationale de rugby d'Écosse, lors du match de mars 1871 contre l'Angleterre à Édimbourg.

Alfred Clunies-Ross joue pour l'University of St Andrews RFC,,.
Ses performances en club sont remarquées, et Clunies-Ross est sélectionné comme full-back (arrière) pour faire partie de la toute première équipe d'Écosse qui va affronter l'Angleterre lors du tout premier match international de rugby de l'histoire, le 27 mars 1871. Clunies-Ross se distingue par une tentative de drop, manquée, et le match se conclut par une victoire des Écossais 1 à 0,,. Il devient à cette occasion le premier joueur non Blanc à jouer lors d'un match international de rugby.
Il ne joue pas d'autre match international.
Après avoir déménagé à Londres l'année suivante, il joue pour les London Wasps de 1874 à 1880.

### Vie personnelle et carrière professionnelle
Alfred Clunies-Ross quitte l'université de St Andrews pour Londres vers 1872, avant d'obtenir un premier diplôme. Bien qu'il travaille à l'hôpital St George de Londres en 1873, il n'obtient toujours pas de diplôme de médecine, ce qui est confirmé en 1885 lorsque E. W. Birch, dans son rapport gouvernemental, écrit à propos de Clunies-Ross : « Il était étudiant en médecine mais n'a pas obtenu de diplôme ». Birch poursuit : « Il vit aux îles Cocos et est le médecin de l'endroit. Il est célibataire, extrêmement cultivé, parle bien de la plupart des sujets et est très populaire auprès des indigènes. C'est un excellent charpentier ».
Il épouse plus tard sa cousine Ellen à Cocos en 1886 et ils ont ensemble cinq enfants.
On dispose de très peu d'informations sur le reste de sa vie. En 1888, Alfred Clunies-Ross part travailler dans le Bornéo du Nord. En 1901, il tombe gravement malade et s'installe à Singapour. Ne s'étant pas remis de sa maladie, il retourne aux îles Cocos pour se rétablir l'année suivante, mais meurt le 28 février 1903,.